# Georg Bewig
Georg Bewig (* 28. März 1875 in Braunschweig; † 3. Oktober 1949 in Quedlinburg) war ein deutscher Architekt und Stadtbaurat. Er prägte den Städtebau in Marburg und Witten in der ersten Hälfte des 20. Jahrhunderts.

## Leben
Bewig war Sohn des Baumeisters Wilhelm Bewig und besuchte das Gymnasium Martino-Katharineum in Braunschweig. Ab 1893 studierte er Architektur an der Herzoglichen Technischen Hochschule Braunschweig. 1897 bestand er die staatliche Vorprüfung im Hochbaufach, legte aber zunächst keine Hauptprüfung ab. Erst 1907 schloss er an der Technischen Hochschule Darmstadt die Diplom-Hauptprüfung als Diplom-Ingenieur ab.
Nach Stationen in Straßburg, Mannheim, Essen, Berlin-Grunewald und Frankfurt am Main wurde er 1908 Stadtbaurat in Marburg, 1911 wechselte er nach Witten. Dort war er bis 1934 tätig und ab 1927 Erster Beigeordneter und Bürgermeister. 1924 promovierte er an der Technischen Hochschule Braunschweig zum Dr.-Ing.
Bewig war Mitglied mehrerer Architekten- und Ingenieurvereine sowie politisch zunächst in der Nationalliberalen Partei, ab 1919 in der DNVP aktiv. In der Weimarer Republik profilierte er sich als Stadtplaner; während der Ruhrbesetzung 1923 wurde er zeitweise ausgewiesen. 1935 trat er in den Ruhestand, lebte in Essen, Berlin, Rahnsdorf und Quedlinburg, wo er 1949 starb.

## Werk
Zu den mit ihm verbundenen Bauten zählen:
- Erweiterungsbauten des Städtischen Gaswerks in Marburg (1908–1911)
- Zahnärztliches Institut der Universität Marburg (1909)
- Dienstwohngebäude der Städtischen Kläranlage in Marburg (1910)
- Städtisches Elektrizitätswerk Marburg, Umbau (1911)
- Restaurant „Parkhaus Hohenstein“ in Witten (1913–1914)
- Rathaus Witten (1914–1926, Ausführung nach Wettbewerbsentwurf von Heinrich Jennen, mehrfach überarbeitet von Bewig)

Einfluss hatte er indirekt auch auf die Gestaltung des Marburger Landgrafenhauses, das nach Plänen von Hermann Leyn entstand, dessen stilistisch ortsfremde Ausführung jedoch auf städtebauliche Vorstellungen Bewigs zurückgeführt wird.
Daneben veröffentlichte Bewig mehrere städtebauliche Schriften, darunter seine Dissertation über die siedlungstechnische Grundlegung der preußischen Wegerechte (1924).

## Schriften
- Georg Bewig: Bebauungsplan für das Biegenviertel in Marburg a. d. Lahn. In: Der Städtebau 8, 1911.
- Georg Bewig: Zum allgemeinen Städtebaugesetz. In: Deutsche Bauzeitung 58, 1924.